# SMART Recovery
SMART Recovery är en internationell ideell organisation som har för avsikt att hjälpa människor som har ett beroende eller missbruk.
SMART Recovery (akronym av engelskans "Self-Management And Recovery Training") är en behandlingsmetod som i korthet går ut på att individen ska hjälpa sig själv i tillfrisknandet, till skillnad mot 12-stegsbehandlingar, som Anonyma Alkoholister (AA) eller Anonyma Narkomaner (NA). Det är också "tillåtet" att behandlas med mediciner mot beroende som tex. Buprenorfin och ADHD-mediciner, som inte är accepterat av AA/NA m.fl. Behandlingen utgår från vetenskapliga studier och evidensbaserade metoder och utvecklas vartefter nya vetenskapliga upptäckter görs.

## 4-punktsprogrammet
SMART Recovery's idé är att ge individen verktyg för att själv lyckas med att: 
1. Bygga och upprätthålla motivation.
2. Att hantera sug/begär.
3. Att hantera tankar, känslor och beteenden .
4. Att leva ett balanserat liv.